# Peter Becker (curler)
Peter Becker (ur. 9 czerwca 1949 w regionie Otago) – nowozelandzki curler i trener curlingu, brązowy medalista mistrzostw Strefy Pacyfiku.

## Udział w zawodach międzynarodowych
W latach 1991 i 1993 - 1996 jako skip reprezentował Nową Zelandię na mistrzostwach Strefy Pacyfiku, na każdym turnieju zajmując trzecie miejsce (z wyjątkiem mistrzostw w 1996 w zawodach brały udział 3 drużyny). Po raz ostatni w mistrzostwach kontynentalnych wystąpił w 2018, gdy był rezerwowym i trenerem drużyny Scotta Beckera, która wywalczyła 4. miejsce.
W 2017 reprezentował Nową Zelandię na mistrzostwach świata par mieszanych, zajmując 29. miejsce. Ponadto w latach 2003 - 2014 występował na mistrzostwach świata seniorów.

## Kariera trenerska
Jako trener prowadził reprezentacje Nowej Zelandii w curlingu (zarówno męskie, żeńskie jak i juniorskie). Jako największymi sukcesami jako trenera są dwukrotne mistrzostwo Strefy Pacyfiku mężczyzn (2003 i 2004) oraz wicemistrzostwo w 2011.